# Ancistrura nigrovittata
Ancistrura nigrovittata is een rechtvleugelig insect uit de familie sabelsprinkhanen (Tettigoniidae). De wetenschappelijke naam van deze soort is voor het eerst geldig gepubliceerd in 1878 door Brunner von Wattenwyl.
1. ↑  (en) Ancistrura nigrovittata op de IUCN Red List of Threatened Species.